# Gornji Mihaljevec
Gornji Mihaljevec (Hongaars: Felsőmihályfalva) is een gemeente in de Kroatische provincie Međimurje.
Gornji Mihaljevec telt 2046 inwoners. De oppervlakte bedraagt 24,23 km², de bevolkingsdichtheid is 84,4 inwoners per km².
Steden (gradovi): Čakovec · Mursko Središće · Prelog

Gemeenten (općine): Belica · Dekanovec · Domašinec · Donja Dubrava · Donji Kraljevec · Donji Vidovec · Goričan · Gornji Mihaljevec · Kotoriba · Mala Subotica · Nedelišće · Orehovica · Podturen · Pribislavec · Selnica · Strahoninec · Sveta Marija · Sveti Juraj na Bregu · Sveti Martin na Muri · Šenkovec · Štrigova · Vratišinec